# Mimi Malenšek
Mimi Malenšek (8. února 1919 Dobrla vas v Korutanech – 13. dubna 2012 Ljubljana) byla slovinská spisovatelka a překladatelka, autorka knih pro mládež.

## Životopis
Narodila se 8. února 1919 v Dobrli vasi v Korutanech jako Mimica Konič svobodné matce Heleně. Ta se o ni kvůli bídě nemohla starat, a tak ji jako tříměsíční přinesla otci na Podbrezje (Goreňsko). On se o Mimi spolu s rodiči staral až do jejich dvanácti let, kdy se oženil a přivedl Mimi macechu. Právě otec v Mimi probudil lásku ke knihám a naučil ji číst ještě před tím, než začala chodit do školy. Základní školu navštěvovala v Podbrezju, na měšťanskou školu se zapsala v Tržiči, ale brzy přestoupila na gymnázium do Kranje. Její studium ovlivňovala nemoc obou prarodičů, o které se musela starat. Po jejich smrti si udělala obchodní kurz a pracovala jako bankovní úřednice v Vzajemni zavarovalnici v Lublani.
Sňatek s Richardem Malenškem v roce 1938 jí přinesl hmotné zabezpečení, neboť její tchán vlastnil továrnu na nábytek. V roce 1940 se Malenškovým narodila dcera Erika a o rok později syn Daniel Oto. Rodinné štěstí brzy přerušila 2. světová válka, jejíž hrůzy ovlivnily tvorbu Malenškové, proto početnou část její tvorby tvoří partyzánské romány a povídky. Malenšková také vystudovala střední knihovnickou školu, jako knihovnice ale pracovala jenom chvíli, potom se ale věnovala pouze psaní. Také překládala z němčiny a francouzštiny: Arnolda Kriegra, Maxence Van der Merscha, Jana de Hartoga a Vicki Baumová.
Od manželovy smrti v roce 1987 žila sama v Lublani. Její poslední kniha o Prešernovi vyšla v roce 1992.

## Dílo
Mimi Malenšková začala psát velmi mladá a zpočátku nevystupovala pod pravým jménem. Její první delší dílo se dostalo název Pesem polja (1937). Napsala řadu románů a povídek z historie Slovinska:
- Črtomir in Bogomila (1959) – historický román, námět pochází z Prešernova ’’Krstu pri Savici’’
- Marčni veter (1976) – popisuje rok 1848

Kromě nich psala též životopisy slavných a zasloužilých Slovinců:
- Plamenica (1957) – líčí životní cestu otce slovinského spisovného jazyka Primože Trubara
- Inkvizitor (1964) – životopis lublaňského biskupa a protireformátorského vůdce Tomaže Hrena
- Poslušaj, zemlja (1968) – román o skladateli Jakobovi Gallusovi
- Pojoči labodi 1,2 (1970, 1971) – obsáhlý dvoudílný román, který se věnuje životu a umělecké cestě básníků Dragotina Ketta a Josipa Murna
- Zlati roj (1988) – dílo věnované Antonovi Janšovi, otci slovinského včelařství, který se proslavil rovněž v zahraničí, neboť byl učitelem včelařství ve Vídni
- Pesnikov nokturno (1992) – poslední biografický román, který popisuje poslední léta před smrtí největšího slovinského básníka France Prešerna

Další romány:
- Temna stran Meseca (1960) – román z období 2. světové války, vzbudil pobouření a živé diskuse, neboť mluvil o dění na Turjaku
- Sonce je obstalo (1976) – trojdílný román z období 2. světové války
- Minuta molka (1965) – vypráví o malíři Petrovi Klemencovi a doktorovi Francu Potočniku, zdravotníkovi v oblasti podhorských letovisk
- Sonce vročega augusta (1972) – společenský román, který ukazuje růst a rozmach neoburžoazní rodiny a zabývá se sociální a psychologickou problematikou
- Ujeti v času (1978) – román představující osud měšťanské lublaňské rodiny Teranových a osudy jejích členů
- Kavatina za angela vremenarja (1982) – dvoudílný, částečně autobiografický román představující život jedné generace

Tvorba pro mládež
- Tecumseh (1959) – indiánská kronika
- Podlesnice (1967) – sbírka příběhů, založená na zážitcích, které Mimi prožila během dospívání. Obsahuje mnoho veselých anekdot a kromě vzpomínek se dostalo také na zvířata. Je jim věnovaná celá první část, každá kapitola se po nějakém zvířátku jmenuje (např. Poštolka, Veverka, Ježek). Do druhé části vybrala ty příhody z dětství, které se jí zdají důležité a poučné. Název knihy se shoduje s názvem poslední kapitoly-Podlesnice. Jsou to bíle kvetoucí rostliny, které knize dají osobitý ráz. Mají ukázat, jak rychle utíká čas bezstarostného a šťastného dětství
- Lučka na daljnem severu (1975) – román pro děti, který malé čtenáře zavede do Grónska
- Počitnice v Bayangi (1986) – cestopis pro mládež, jehož děj se odehrává ve střední Africe. Malý Primož se s matkou vydá na prázdniny za otcem, který v Africe pracuje pro slovinskou dřevařskou společnost. Trošku se bojí, protože poletí letadlem. Brzy se seznámí s Maticem, který také přijel navštívit otce, a provádí spolu různé vylomeniny. Naštěstí se vždy všechno dobře skončí. Na konci prázdnin se oba vrátí domů, kde je přece jen nejlépe. Z Afriky si ale odvezou nezapomenutelné zážitky a vzpomínky na africkou přírodu, domorodce a zvířata. Autorka v celém díle velmi výstižně popisuje kraje, které Primož na cestě za otcem navštívil. Seznámí nás s živočichy a rostlinami, které se kromě Afriky nikde jinde nevyskytují a které mnoho lidí nezná, přiblíží způsob života domorodců a vtipně a bodře představí problémy, které mohou potkat každého Afriky neznalého člověka